# 阿爾莫拉縣

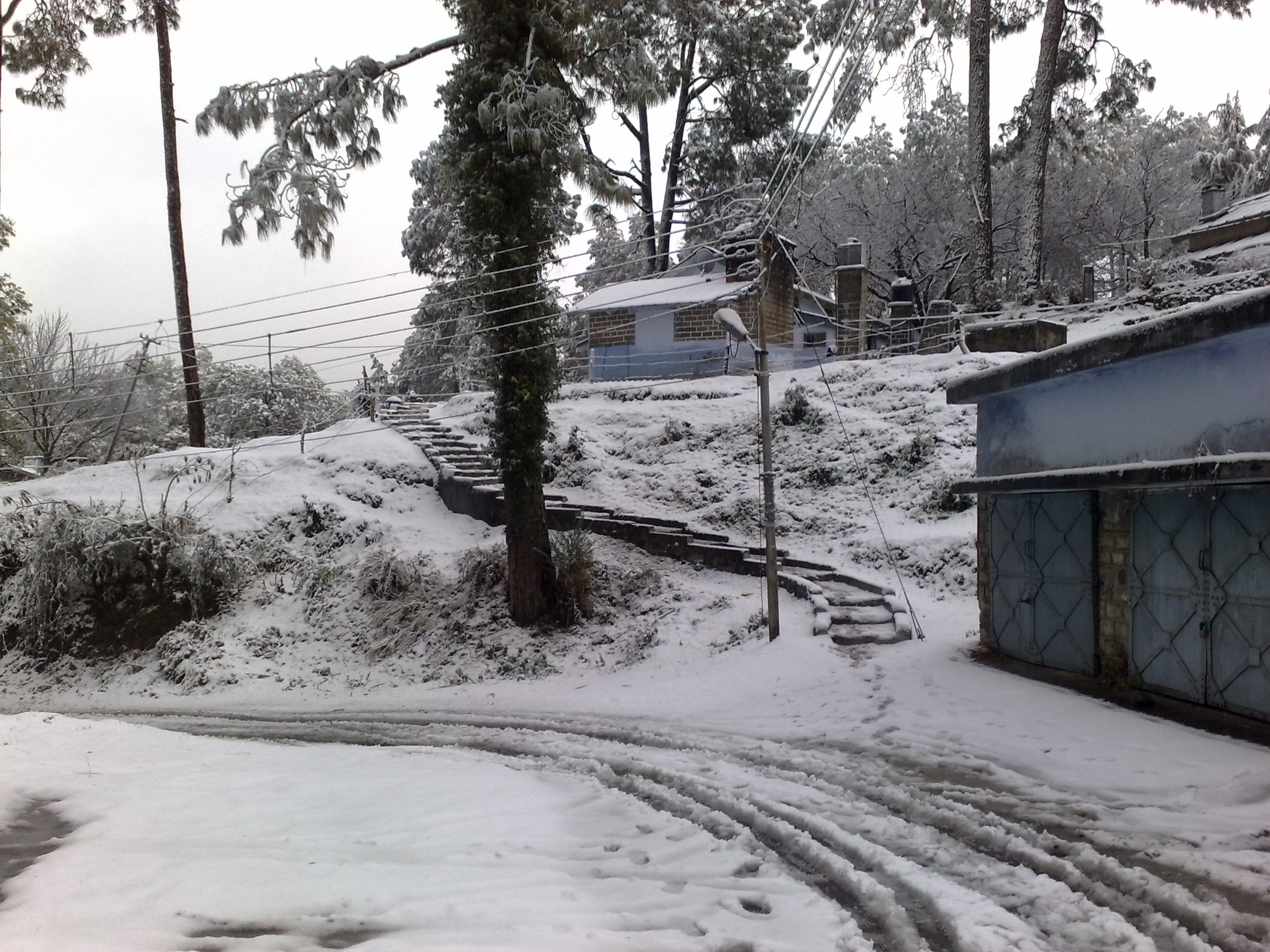

阿爾莫拉縣是印度的一個縣，位於該國北部，由北阿坎德邦負責管轄，面積3,082平方公里，海拔高度1,646米，識字率為81.06%，2001年人口630,567，人口密度每平方公里205人。

## 外部連結
- 官方网站
- Kumaoni.org - Information on Kumaon Region and Community